# 宮﨑勲
宮﨑 勲（みやざき いさお、1973年 -　）は日本の建築家。

## 来歴
東京都に生まれる。1995年に日本大学生産工学部建築工学科を卒業後、2007年に宮﨑建築工房一級建築士事務所を設立した。